# Gmina związkowa Bellheim
Gmina związkowa Bellheim (niem. Verbandsgemeinde Bellheim) – gmina związkowa w Niemczech, w kraju związkowym Nadrenia-Palatynat, w powiecie Germersheim. Siedziba gminy związkowej znajduje się w miejscowości Bellheim.

## Podział administracyjny
Gmina związkowa zrzesza cztery gminy wiejskie:
1. Bellheim
2. Knittelsheim
3. Ottersheim bei Landau
4. Zeiskam